# Cá mập mako vây ngắn

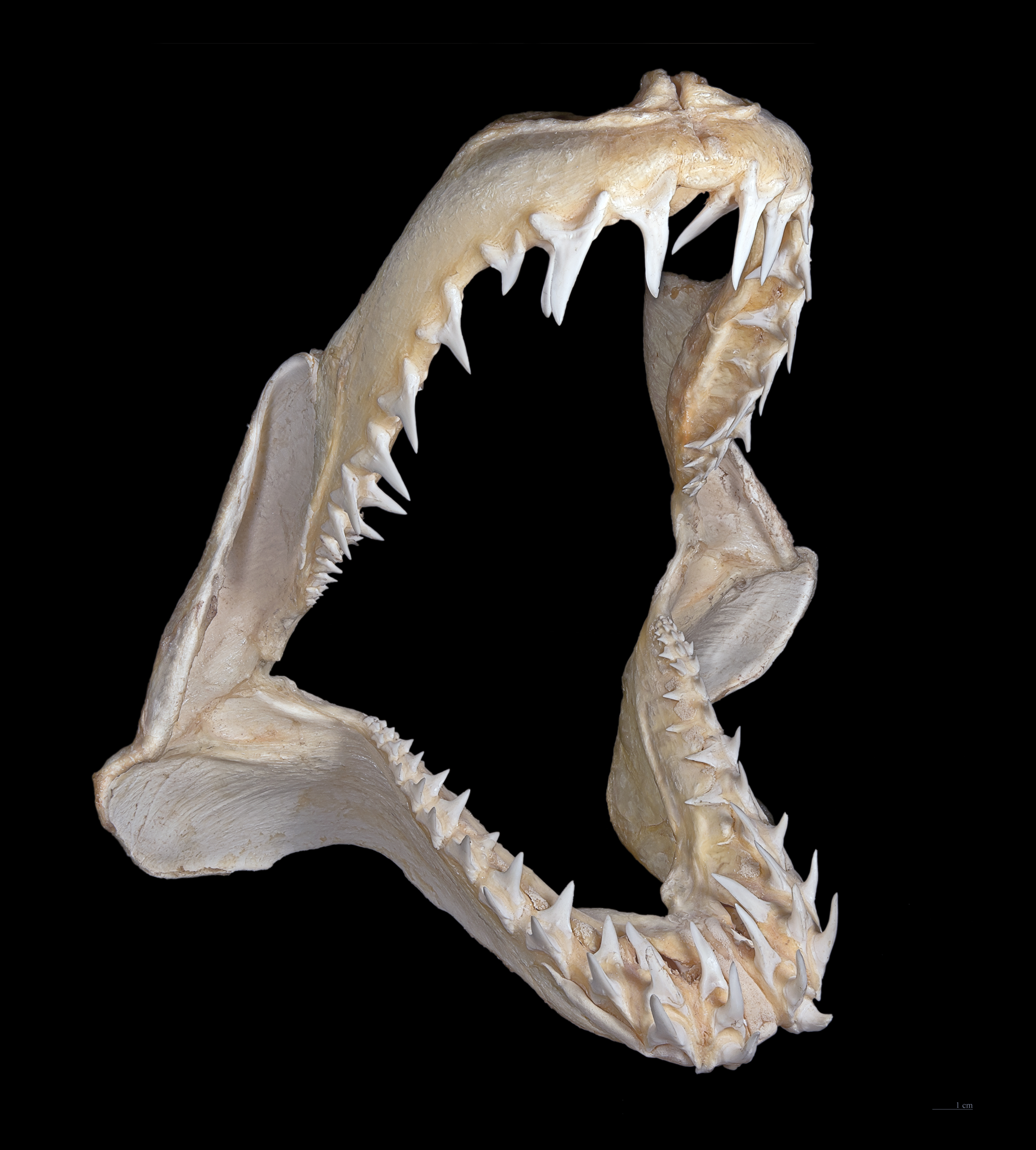
Isurus oxyrinchus

Cá mập mako vây ngắn (danh pháp khoa học: Isurus oxyrinchus) ("mũi nhọn") là một loài cá mập lớn trong họ Lamnidae. Nó và họ hàng gần của nó là cá mập mako vây dài (Isurus paucus), được gọi chung là cá mập mako.
Cá mập mako vây ngắn được tìm thấy trong các vùng biển ôn đới và nhiệt đới trên khắp thế giới.

## Giải phẫu và bề ngoài
Cá mập mako vây ngắn trưởng thành dài từ 2,75–4 m (9–13 ft) và có thể cân nặng tới 800 kg (1.750 pao), có phần lưng màu ánh xanh và phần bụng màu trắng. Mặc dù cả hai giới phát triển với cùng tốc độ, nhưng cá mập (mako vây ngắn) cái được cho là có tuổi thọ cao hơn và chúng cũng to và nặng hơn cá mập đực. Cá mập mako vây ngắn nổi tiếng nhờ tốc độ và khả năng nhảy lên khỏi mặt nước của chúng. Chúng có hình dáng thủy động lực học tốt hơn các loài cá mập khác và điều này, cùng với khối cơ có độ nhịp nhàng, uyển chuyển điển hình của các loài cá mập trắng, là lý do của tốc độ và sự nhanh nhẹn của cá mập mako nói chung.

## Tên gọi
Tên gọi "mako" có nguồn gốc từ tiếng Māori, nhưng từ nguyên học của nó là không rõ ràng . Lời chú giải điển hình cho từ "mako" là "cá mập xanh to lớn".

## Hành vi
Vận tốc của cá mập mako vây ngắn đạt tới 50 km/h (31 mph) và có một số báo cáo cho thấy có cá thể có thể đạt tới vận tốc 74 km/h (46 mph) . Chúng có thể nhảy cao khỏi mặt nước tới 6 m (20 ft).

## Sinh sản
Cá mập mako vây ngắn là loài noãn thai sinh, nghĩa là con non phát triển bằng noãn hoàn chứa trong một túi nằm trong tử cung cho đến khi được sinh ra. Chu kỳ mang thai của cá mập mako là khoảng 15-18 tháng. Người ta cũng nhận thấy là các bào thai của cá mập mako trong cơ thể con mẹ tiêu thụ lẫn nhau để lấy chất dinh dưỡng. Điều này được gọi là ăn thịt đồng loại trong tử cung.